# Oxyrhopus vanidicus
Oxyrhopus vanidicus là một loài rắn trong họ Rắn nước. Loài này được Lynch mô tả khoa học đầu tiên năm 2009.